# 크리스티안 베크만
크리스티안 루네 베크만(스웨덴어: Christian Rune Bäckman, 1980년 4월 28일 ~ )은 스웨덴의 아이스하키 선수로 현역 시절 포지션은 수비수이다. 엘리트세리엔의 프뢸룬다 HC, 내셔널 하키 리그(NHL)의 세인트루이스 블루스, 뉴욕 레인저스, 콜럼버스 블루재키츠에서 뛰었으며, NHL 정규 경기 300 경기 이상 출전했다.
스웨덴 국가대표팀 선수로도 활동하여 세계 선수권 대회에서 은메달 1개, 동메달 1개를 획득했고, 2006년 동계 올림픽에서 금메달을 획득했다.